# Aeoloscelis aetheria
Aeoloscelis aetheria är en fjärilsart som beskrevs av Edward Meyrick 1897. Aeoloscelis aetheria ingår i släktet Aeoloscelis och familjen plattmalar. Inga underarter finns listade i Catalogue of Life.